# Филлинг, Кевин
Кевин Филлинг (швед. Kevin Filling; род. 30 ноября 2008) — шведский футболист, нападающий АИК.

## Клубная карьера
Футболом начал заниматься в клубе «Франке» из его родного города. В 11-летнем возрасте перешёл в главную команду города — «Вестерос». Спустя несколько лет перебрался в Стокгольм, где присоединился к академии АИК. Прошёл через все юношеские команды клуба. Весной 2025 года на правах аренды выступал за «Энчёпинг» в первом дивизионе. В его составе принял участие в трёх матчах и забил один гол. 29 июня того года дебютировал за основной состав АИК в чемпионате Швеции, выйдя в стартовом составе в матче с «Гётеборгом». На 43-й минуте встречи забил свой первый гол на высшем уровне. На следующий день подписал с клубом контракт, рассчитанный на три года.

## Карьера в сборной
Выступал за юношеские сборные Швеции. В составе сборной до 17 лет впервые сыграл 17 августа 2023 года в товарищеском матче с Финляндией.

## Клубная статистика
| Выступление      | Выступление      | Выступление      | Лига | Лига | Кубки | Кубки | Конт. кубки | Конт. кубки | Итого | Итого |
| Клуб             | Лига             | Сезон            | Игры | Голы | Игры  | Голы  | Игры        | Голы        | Игры  | Голы  |
| ---------------- | ---------------- | ---------------- | ---- | ---- | ----- | ----- | ----------- | ----------- | ----- | ----- |
| АИК              | Алльсвенскан     | 2025             | 1    | 1    | 0     | 0     | 0           | 0           | 1     | 1     |
| АИК              | Итого            | Итого            | 1    | 1    | 0     | 0     | 0           | 0           | 1     | 1     |
| Всего за карьеру | Всего за карьеру | Всего за карьеру | 1    | 1    | 0     | 0     | 0           | 0           | 1     | 1     |